# St. Johannes Baptist (Vinsebeck)

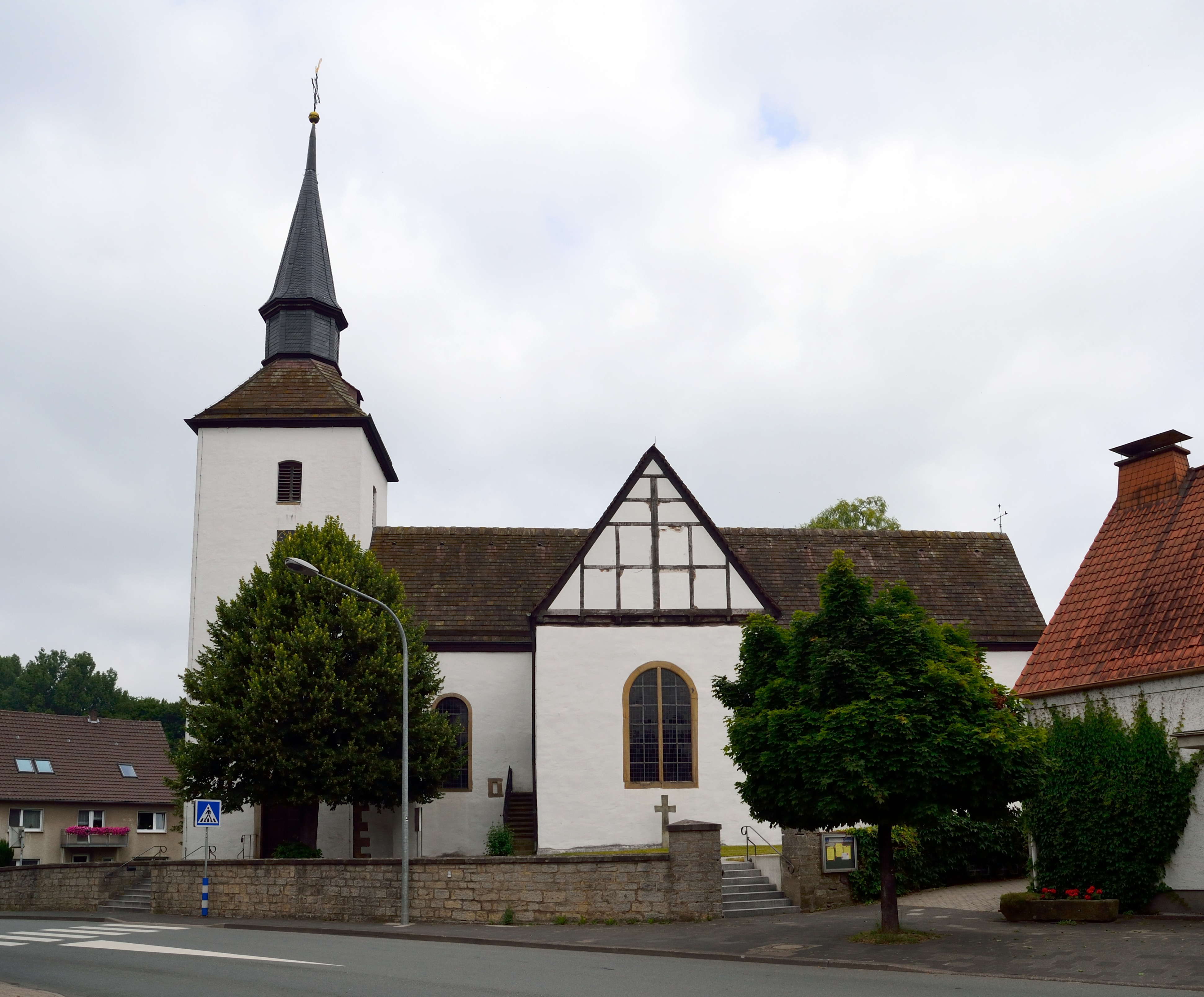
St. Johannes Baptist (Vinsebeck)

Die römisch-katholische, denkmalgeschützte Pfarrkirche St. Johannes Baptist steht in Vinsebeck, einem Stadtteil der ostwestfälischen Gemeinde Steinheim im Kreis Höxter von Nordrhein-Westfalen. Die Kirchengemeinde gehört zum Pastoralverbund Steinheim im Dekanat Höxter des Erzbistums Paderborn.

## Beschreibung
Die Kreuzkirche aus verputzten Bruchsteinen wurde im Kern im 17. Jahrhundert erbaut. Das Langhaus wurde bereits 1605 gebaut. Es wurde 1609 nach Osten mit einem Chor verlängert und mit einem gemeinsamen Satteldach bedeckt. Das Querschiff wurde erst 1668 eingefügt. Der Kirchturm im Westen entstand erst 1740. Eine Treppe außen an der Westseite vom südlichen Querarm führt zur Patronatsloge.
Der Innenraum ist mit einem Kreuzgratgewölbe überspannt, deren Grate und Schlusssteine neobarock bemalt sind. Zur Kirchenausstattung gehören ein Hochaltar, der die ganze Wand ausfüllt, ein Taufbecken auf einem balusterförmigen Fuß, eine sechseckige Kanzel, die später einen Schalldeckel erhielt, ein Schmerzensmann und ein steinerner Opferstock. Die 2003 von Elmar Krawinkel gebaute Orgel hat 16 Register, zwei Manuale und ein Pedal.